# Prosopocoilus bulbosus bulbosus
Prosopocoilus bulbosus bulbosus es una subespecie de coleóptero de la familia Lucanidae.

## Distribución geográfica
Habita en Sikkim y Assam en la (India).